# Anthericum corymbosum
Anthericum corymbosum är en sparrisväxtart som beskrevs av John Gilbert Baker. Anthericum corymbosum ingår i släktet sandliljor, och familjen sparrisväxter. Inga underarter finns listade i Catalogue of Life.